# Zala Zazai
Zala Zazai (Afganistan, 1999) és una agent de policia afganesa que va haver de fugir del país el 2021 amb el retorn dels talibans al poder.
A la província de Khost de l'Afganistan, fou la primera dona subdirectora del Departament d'Investigació Criminal. Es va formar a l'acadèmia de policia de Turquia on va treure les millors qualificacions. Era l'única dona oficial entre 500 policies. Va ser intimidada pels companys pel fet de ser dona. A les xarxes socials la titllaren de prostituta i va rebre comentaris despectius.
El 2021 va haver de fugir del país després de l'arribada dels talibans. Va expressar públicament que patia per la seguretat de la resta de dones policia que s'han hagut de quedar al país, que en total eren unes 4.000. Va ser escollida una de les 100 dones més inspiradores per la BBC del 2021.